# Wasilij Klemientjew
Wasilij Fiodorowicz Klemientjew, ros. Василий Федорович Клементьев (ur. w 1890, zm. 2 grudnia 1981 w Buffalo) – rosyjski wojskowy (kapitan), emigracyjny działacz antysowiecki, współpracownik Sonderstab „R”, a następnie szef oddziału zaopatrzenia materiałowo-technicznego sztabu 1 Rosyjskiej Armii Narodowej podczas II wojny światowej.
W 1911 ukończył szkołę wojskową w Wilnie. W stopniu podporucznika służył w 3 Brygadzie Artylerii. Pełnił funkcję adiutanta w sztabie. Brał udział w I wojnie światowej. W lutym 1915 awansował do stopnia kapitana. Był oficerem, a następnie dowódcą 5 Baterii 4 Finlandzkiej Strzeleckiej Brygady Artylerii. W 1917 ukończył oficerskie kursy artyleryjskie w Juriewie, po czym udał się do Nowoczerkaska. Od początku stycznia 1918 służył w 1 Oficerskiej Baterii Artylerii Armii Ochotniczej gen. Antona I. Denikina. W lutym tego roku został wysłany do Moskwy z tajną misją od gen. Ławra G. Korniłowa. W marcu współuczestniczył w utworzeniu Ludowego Związku Obrony Ojczyzny i Wolności. Pod koniec maja pod fałszywym nazwiskiem został aresztowany przez CzeKa. W połowie lipca 1920 wyszedł na wolność, po czym skierowano go do pracy na stanowisku zastępcy księgowego w jednym z moskiewskich banków. Udało mu się przedostać do Mińska, gdzie w październiku tego roku został powtórnie aresztowany. Zbiegł z konwoju do Polski. Odnowił współpracę z Borisem W. Sawinkowem. W listopadzie wszedł w skład Rosyjskiego Komitetu Politycznego. W 1921 był skarbnikiem komisji likwidacyjnej do spraw finansowych zajmującej się internowanymi w Polsce wojskowymi Rosyjskiej Ochotniczej Armii Ludowej gen. Stanisława Bułak-Bałachowicza. W latach 20. pracował w zarządzie do spraw internowanych. Zajmował się twórczością literacką. W II połowie lat 30. współpracował z „zakrytym” sektorem polskiego oddziału Narodowego Związku Nowego Pokolenia (NTSNP), chociaż do niego nie wstąpił. W 1940 zerwał tą współpracę. W latach 1942 i 1943 był współpracownikiem Sonderstab „R”. Pod koniec wojny wchodził w skład 1 Rosyjskiej Armii Narodowej. W stopniu majora pełnił funkcję szefa oddziału zaopatrzenia materiałowo-technicznego sztabu tej formacji wojskowej. W ostatnich dniach wojny wraz z pozostałymi wojskowymi został internowany w Liechtensteinie. Następnie wyjechał do Stanów Zjednoczonych.